# ブラックフライアーズ駅
ロンドン・ブラックフライアーズ駅（ロンドン・ブラックフライアーズえき、英語: London Blackfriars station）はロンドン都心部のシティ・オブ・ロンドンのブラックフライアーズにある、ロンドン地下鉄およびナショナル・レールの列車が発着する鉄道駅である。
駅はニュー・ブリッジ・ストリートとクイーン・ヴィクトリア・ストリートの合流点にあるブラックフライアーズ橋に隣接する。トラベルカード・ゾーン1にある。

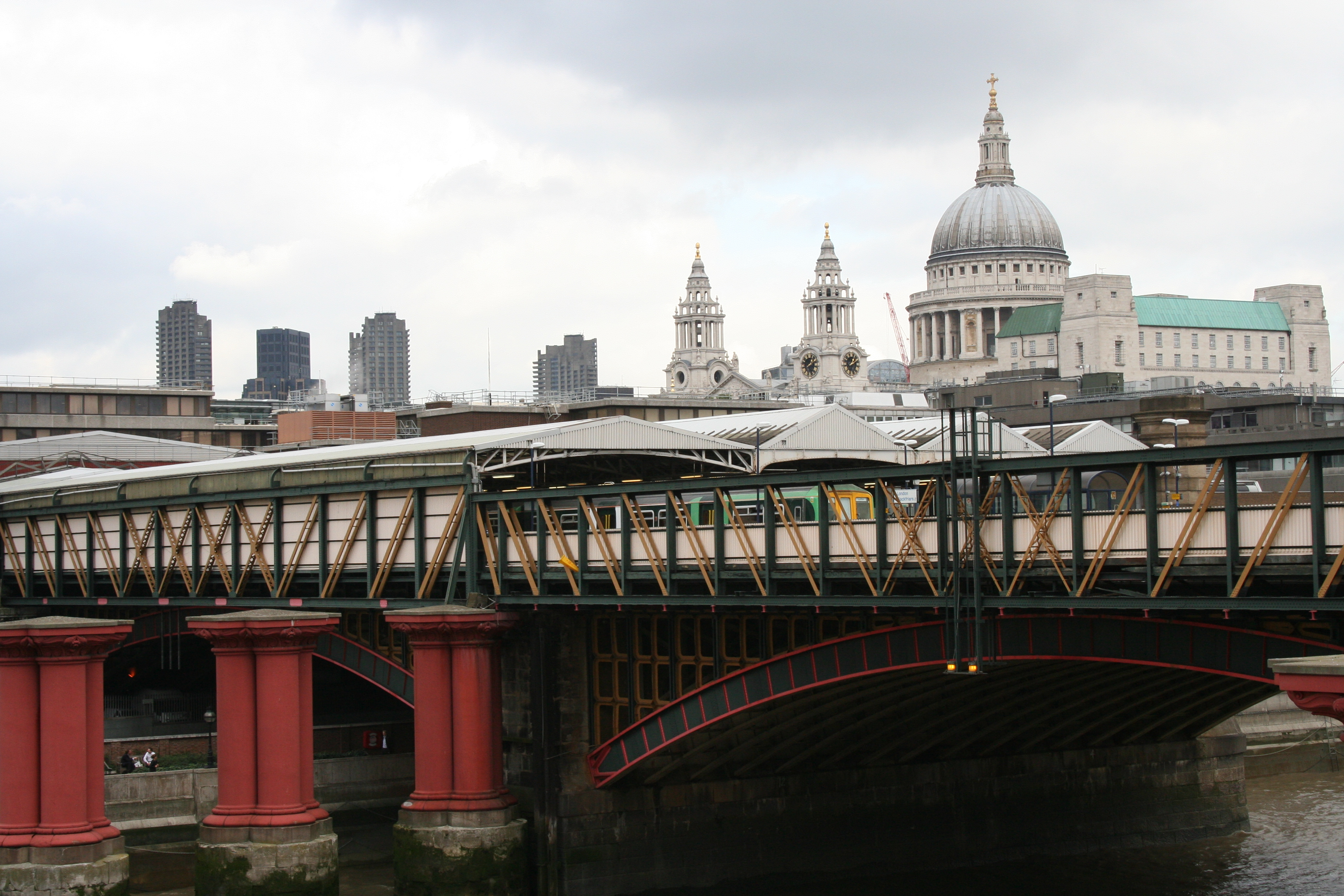
ブラックフライアーズ駅のホームはほとんどがテムズ川の上にせりだしている。

## ナショナル・レール

### 概要
2線の頭端式ホームと2線の通過式ホームの組み合わせからなる。
通過式ホームには、ゴヴィア・テムズリンク・レールウェイが「テムズリンク」ブランドで運行するテムズリンク系統の列車が発着する。同系統はロンドンを南北に貫くものであり、北端はベッドフォードやピーターバラ、ケンブリッジなどである。南方向へは当駅でロンドン・ブリッジ駅方面とエレファント&キャッスル駅方面とに分岐しており、前者は沿岸部のブライトンなどへ、後者は南西部近郊のサットン周辺などへつながっている。
頭端式ホームには、平日ピーク時のみサウスイースタンが運行する列車が発着する。

### 歴史
ナショナル・レールの駅は1886年5月10日に「セント・ポールズ (St Paul's) 駅」として、テムズ川を渡るセント・ポールズ鉄道橋が完成した際に、London Chatham and Dover Railway (LC&DR) により開業した。
セント・ポールズ橋は1864年に完成したLC&DRの既存のブラックフライアーズ鉄道橋を補うために建設された。これは南ロンドンからLudgate Hill、Holborn ViaductのLC&DRの駅およびスノー・ヒル・トンネルを経由し、ファリンドン駅付近のメトロポリタン鉄道に接続して、キングス・クロス駅およびセント・パンクラス駅へとLC&DRの頻繁に運行されるCity Line（スノー・ヒル・トンネルから北は現在のテムズリンク系統のルート）を走る列車を運んだ。
セント・ポールズ駅の開業に先立ち、テムズ川の南側にあったLC&DRの「ブラックフライアーズ・ブリッジ (Blackfriars Bridge) 」駅は1885年10月1日に旅客営業を廃止し、以後は貨物専用駅となった。
1937年2月1日、セント・ポールズ駅は「ブラックフライアーズ駅」へ改称した。徐々に、初代のブラックフライアーズ鉄道橋の構造はそれが不健全となるまで悪化していった。橋のデッキは1985年に撤去され、川の中の橋脚とオレンジの橋台が残っているのみである。
1970年代に、駅は地下鉄の駅とともに建て替えられ、1977年11月30日に公式に再開業した。1886年のLC&DRの駅からある石造りのelevationは、本線の駅のホーム階に残され、イングランド南東部や大陸にある多くの行き先を表示している。セント・ポールズ橋は現在はブラックフライアーズ鉄道橋という名称になっている。

### 現在
ブラックフライアーズ駅は現在4番線まである。そのうち2本は頭端式のホームであり、他の2本は普通のホームである。本線は12両編成まで対応している。頭端式ホームは8両編成まで対応しており、遅延時の折り返しやピーク時にのみ運行されるサウスイースタンの列車に使用されている。改札はホームに沿ってあり階段を上がらないと改札は見えない。駅にトイレがついていて無料で使用できる。駅員は常時いるが、夜になると切符の購入は出来なくなってしまう。当駅はテムズ川の南北両岸から利用できる。
この工事により、現在の鉄道橋の西にある使用されていない橋脚を使用するようになった。また、頭端式ホームのホーム数はこの過程で3本から2本に削減されたが、いくらかの終着列車がテムズリンク方面へ継続運行列車となり、またより長編成の列車がブラックフライアーズ駅を終点とできるようになった。

### 隣の駅
ナショナル・レール
■テムズリンク（ゴヴィア・テムズリンク・レールウェイ）
テムズリンク
シティ・テムズリンク駅 - ブラックフライアーズ駅 - ロンドン・ブリッジ駅
シティ・テムズリンク駅 - ブラックフライアーズ駅 - エレファント&キャッスル駅

## ロンドン地下鉄
ロンドン地下鉄の駅にはサークル線とディストリクト線の列車が発着する。両線は線路・ホームを共有する。

### 歴史
この駅はナショナル・レールの駅より16年前の1870年5月30日、メトロポリタン・ディストリクト鉄道（MDR、現在のディストリクト線）によって、同鉄道のウェストミンスター駅から東への延伸区間の新しい東側の終点として開業した。MDRの新区間の建設は、Victoria Embankmentの建築物と一体的に建設することが計画され、また浅い掘割に蓋を被せる方式で計画された。

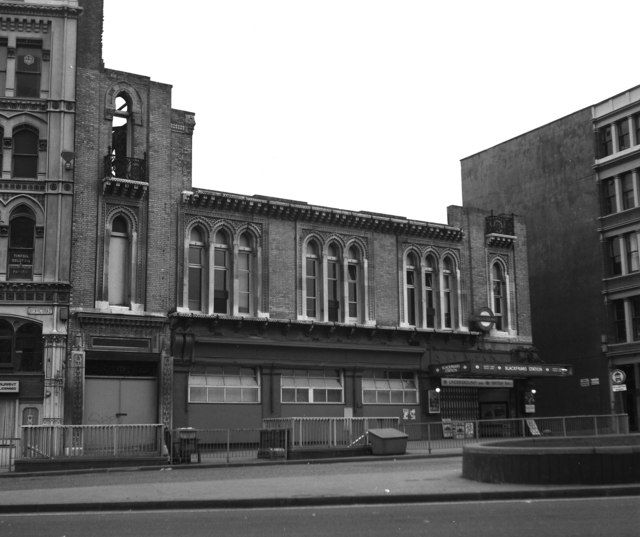
1977年の駅外観

1871年7月3日、MDRは東に延伸し、マンション・ハウス駅を新たな終点とした。
MDRはブラックフライアーズ駅まで延伸する以前の初期開業時にサウス・ケンジントン駅でメトロポリタン鉄道（MR、現在のメトロポリタン線と接続しており、両鉄道はライバルだったが、それぞれの会社の運行する列車が相手会社の線路を相互直通運転するインナー・サークル (Inner Circle) 系統の運行を行っていた。加えて、同様にMDRと他社の相互直通運転を行う、「アウター・サークル」が1872年2月1日より、「ミドル・サークル」1872年8月1日より運行され、いずれもブラックフライアーズ駅を経由している。しかし、ミドル・サークルは1900年に、アウター・サークルは1908年12月31日にその運行区間を短縮され、ブラックフライアーズ駅まで走らなくなっている。
1949年、それまでメトロポリタン線の系統の1つの扱いであったインナー・サークル系統が「サークル線」として地下鉄路線図上で独立した。
Cambridge Buskersはここからスタートした。

### ウォータールー&シティ線
ウォータールー&シティ線はブラックフライアーズ駅のほぼ直下を走っており、ブラックフライアーズ駅の路線との乗換駅を建設する計画が立てられたことがある。Department for Transportはこれについては「no significant transport benefit（重要な輸送上の利益はない）」と考えている。

### 隣の駅
ロンドン交通局
ロンドン地下鉄
■サークル線
テンプル駅 - ブラックフライアーズ駅 - マンション・ハウス駅
■ディストリクト線（本線）
テンプル駅 - ブラックフライアーズ駅 - マンション・ハウス駅

## テムズ川
この駅はテムズ川の北岸にあり、ブラックフライアーズ橋に近く、London River Servicesのブラックフライアーズ桟橋 (Blackfriars Pier) に隣接する。
テムズリンク路線系統のホームはen:Blackfriars Railway Bridgeの上にまで伸びている。
ナショナル・レールが鉄道橋を渡った川の対岸には、かつてブラックフライアーズ・ブリッジ駅があった（旅客営業は1864年から1885年まで、貨物専用駅となってからは1964年まで営業）。
さらにBlackfriars Roadを下った場所には、初期のブラックフライアーズ駅（1864年から1868年まで、South Eastern Railwayの一部として営業）があった。